# Biston regalis
Biston regalis là một loài bướm đêm trong họ Geometridae.